# Bistum Isangi
Das Bistum Isangi (lateinisch Dioecesis Isangiensis, französisch Diocèse d’Isangi) ist eine in der Demokratischen Republik Kongo gelegene römisch-katholische Diözese mit Sitz in Isangi.

## Geschichte
Das Bistum Isangi wurde am 14. Juni 1951 durch Papst Pius XII. mit der Apostolischen Konstitution Enascentium inter aus Gebietsabtretungen der Apostolischen Vikariate Basankusu, Lisala und Stanleyville als Apostolische Präfektur Isangi errichtet. Am 2. Juli 1962 wurde die Apostolische Präfektur Isangi durch Papst Johannes XXIII. mit der Apostolischen Konstitution Decessorum Nostrorum zum Bistum erhoben.
Das Bistum Isangi ist dem Erzbistum Kisangani als Suffraganbistum unterstellt.

## Ordinarien

### Apostolische Präfekten von Isangi
- Lodewijk Antoon Jansen SMM, 1952–1962

### Bischöfe von Isangi
- Lodewijk Antoon Jansen SMM, 1962–1988
- Louis Mbwôl-Mpasi OMI, 1988–1997, dann Bischof von Idiofa
- Camille Lembi Zaneli, 2000–2011
- Dieudonné Madrapile Tanzi, 2016–2024, dann Bischof von Isiro-Niangara
- Sedisvakanz, seit 2024